# Eğlence
Eğlence (türkisch für Vergnügen/Unterhaltung), (arabisch Zinula) ist ein Dorf im Landkreis Midyat der türkischen Provinz Mardin. Eğlence liegt etwa 85 km östlich der Provinzhauptstadt Mardin und 19 km südöstlich von Midyat. Eğlence hatte laut der letzten Volkszählung 237 Einwohner (Stand Ende Dezember 2009). Die Bevölkerung besteht hauptsächlich aus Mhallami-Arabern.